# Torngarsoak Mountain
Torngarsoak Mountain är ett berg i Kanada.   Det ligger i provinsen Newfoundland och Labrador, i den östra delen av landet, 1 700 km nordost om huvudstaden Ottawa. Toppen på Torngarsoak Mountain är 1 595 meter över havet. Torngarsoak Mountain ingår i Torngat Mountains.
Terrängen runt Torngarsoak Mountain är bergig åt nordväst, men åt sydost är den kuperad.Trakten runt Torngarsoak Mountain är nära nog obefolkad, med mindre än två invånare per kvadratkilometer.. Det finns inga samhällen i närheten.
Trakten runt Torngarsoak Mountain består i huvudsak av gräsmarker.